# Collegio elettorale di Bressanone (Camera dei deputati)
Il collegio di Bressanone fu un collegio elettorale uninominale della Repubblica Italiana per l'elezione della Camera dei deputati. Apparteneva alla circoscrizione Trentino-Alto Adige e fu utilizzato per eleggere un deputato nella XII, XIII e XIV legislatura.
Venne istituito nel 1993 con la cosiddetta Legge Mattarella (Legge n. 277, Nuove norme per l'elezione della Camera dei deputati), attuata in seguito al referendum abrogativo del 1993. La legge istituì per la Camera dei deputati e per il Senato della Repubblica un sistema di elezione misto, in parte maggioritario e in parte proporzionale. Il 75% dei parlamentari dell'assemblea veniva eletto in collegi uninominali tramite sistema maggioritario a turno unico; il restante 25% alla Camera veniva eletto tramite sistema proporzionale con liste bloccate.
Il collegio venne abolito insieme a tutti gli altri che costituivano la Camera con la promulgazione della legge elettorale successiva, la cosiddetta Legge Calderoli. Questa prevedeva un sistema proporzionale con premio di maggioranza, che alla Camera veniva attribuito a livello nazionale.
Con la legge elettorale del 2015 il collegio rientrò in vigore con la nuova denominazione di collegio uninominale Trentino-Alto Adige/Südtirol - 04. La legge elettorale non venne però mai utilizzata in alcuna consultazione venendo sostituita dalla legge Rosato nel 2017.

## Territorio
Il collegio di Bressanone era uno degli 8 collegi uninominali in cui era suddiviso il Trentino-Alto Adige e, come previsto dal D.Lgs. del 20 dicembre 1993 n. 536, era interamente compreso nella provincia autonoma di Bolzano e comprendeva i seguenti comuni: Braies, Brennero, Bressanone, Brunico, Campo di Trens, Campo Tures, Chienes, Chiusa, Dobbiaco, Falzes, Fortezza, Funes, Gais, Laion, Luson, Monguelfo-Tesido, Naz-Sciaves, Perca, Ponte Gardena, Predoi, Racines, Rasun Anterselva, Rio di Pusteria, Rodengo, San Candido, San Lorenzo di Sebato, Selva dei Molini, Sesto, Terento, Val di Vizze, Valdaora, Valle Aurina, Valle di Casies, Vandoies, Varna, Velturno, Villabassa, Villandro e Vipiteno.

## Eletti
| Elezione | Elezione | Deputato             | Partito                |
| -------- | -------- | -------------------- | ---------------------- |
|          | 1994     | Johann Georg Widmann | Südtiroler Volkspartei |
| 1996     |          | Johann Georg Widmann | Südtiroler Volkspartei |
| 2001     |          | Johann Georg Widmann | Südtiroler Volkspartei |

## Dati elettorali

### XII legislatura

#### Risultati proporzionale
| Coalizioni        | Coalizioni                        | Liste                              | Liste                             | Voti   | %     |
| ----------------- | --------------------------------- | ---------------------------------- | --------------------------------- | ------ | ----- |
|                   | Südtiroler Volkspartei            | Südtiroler Volkspartei             | Südtiroler Volkspartei            | 63.620 | 79,81 |
|                   | Progressisti                      |                                    | Federazione dei Verdi             | 3.197  | 4,01  |
|                   | Progressisti                      | Partito Democratico della Sinistra | 1.056                             | 1,32   |       |
|                   | Progressisti                      | Rifondazione Comunista             | 322                               | 0,40   |       |
|                   | Progressisti                      | La Rete - Movimento Democratico    | 217                               | 0,27   |       |
|                   | Progressisti                      | Partito Socialista Italiano        | 173                               | 0,22   |       |
| Totale coalizione | Totale coalizione                 | 4.965                              | 6,22                              |        |       |
|                   | Polo delle Libertà                |                                    | Forza Italia                      | 3.595  | 4,51  |
|                   | Polo delle Libertà                | Lega Nord                          | 1.300                             | 1,63   |       |
| Totale Coalizione | Totale Coalizione                 | 4.895                              | 6,14                              |        |       |
|                   | Alleanza Nazionale                | Alleanza Nazionale                 | Alleanza Nazionale                | 3.175  | 3,98  |
|                   | Autonomia Democratica Altoatesina | Autonomia Democratica Altoatesina  | Autonomia Democratica Altoatesina | 1.371  | 1,72  |
|                   | Patto per l'Italia                |                                    | Partito Popolare Italiano         | 1.047  | 1,31  |
|                   | Partito della Legge Naturale      | Partito della Legge Naturale       | Partito della Legge Naturale      | 641    | 0,80  |
| Totale            | Totale                            | Totale                             | Totale                            | 79.714 |       |

#### Risultati uninominale
|                               | Johann Georg Widmann ✔️ Eletto | Südtiroler Volkspartei       | 63 886 | 83,18 |  |  |  |  |  |
|                               | Marco Bolzonello               | Alleanza Nazionale           | 5 834  | 7,60  |  |  |  |  |  |
|                               | Alois Niederwolfsgruber        | Autonomia Democratica        | 5 309  | 6,91  |  |  |  |  |  |
|                               | Markus Dietl                   | Partito della Legge Naturale | 1 773  | 2,31  |  |  |  |  |  |
| Totale                        | Totale                         | Totale                       | 76 802 | 100   |  |  |  |  |  |
|                               |                                |                              |        |       |  |  |  |  |  |
| Fonte: Ministero dell'interno |                                |                              |        |       |  |  |  |  |  |

### XIII legislatura

#### Risultati proporzionale
| Coalizioni        | Coalizioni                   | Liste                              | Liste                                     | Voti   | %     |
| ----------------- | ---------------------------- | ---------------------------------- | ----------------------------------------- | ------ | ----- |
|                   | L'Ulivo                      |                                    | Popolari per Prodi (PPI-SVP-PRI-UD-Prodi) | 21.527 | 35,17 |
|                   | L'Ulivo                      | Rinnovamento Italiano              | 6.033                                     | 9,86   |       |
|                   | L'Ulivo                      | Federazione dei Verdi              | 3.169                                     | 5,18   |       |
|                   | L'Ulivo                      | Partito Democratico della Sinistra | 1.407                                     | 2,30   |       |
| Totale coalizione | Totale coalizione            | 32.136                             | 52,51                                     |        |       |
|                   | Union für Südtirol           | Union für Südtirol                 | Union für Südtirol                        | 17.344 | 28,33 |
|                   | Polo per le Libertà          |                                    | Alleanza Nazionale                        | 3.628  | 5,93  |
|                   | Polo per le Libertà          | Forza Italia                       | 3.216                                     | 5,25   |       |
|                   | Polo per le Libertà          | CCD-CDU                            | 595                                       | 0,97   |       |
| Totale coalizione | Totale coalizione            | 7.439                              | 12,15                                     |        |       |
|                   | Lega Nord                    | Lega Nord                          | Lega Nord                                 | 2.044  | 3,34  |
|                   | Partito della Legge Naturale | Partito della Legge Naturale       | Partito della Legge Naturale              | 1.645  | 2,69  |
|                   | Progressisti                 |                                    | Rifondazione Comunista                    | 603    | 0,99  |
| Totale            | Totale                       | Totale                             | Totale                                    | 61.211 |       |

#### Risultati uninominale
|                               | Johann Georg Widmann ✔️ Eletto | Südtiroler Volkspartei       | 58 632 | 75,37 |  |  |  |  |  |
|                               | Luca Pigaiani                  | Polo per le Libertà          | 6 182  | 7,95  |  |  |  |  |  |
|                               | Herbert Campidell              | Union für Südtirol           | 6 178  | 7,94  |  |  |  |  |  |
|                               | Verena Debiasi                 | L'Ulivo                      | 5 950  | 7,65  |  |  |  |  |  |
|                               | Walter Gruber                  | Partito della Legge Naturale | 853    | 1,10  |  |  |  |  |  |
| Totale                        | Totale                         | Totale                       | 77 795 | 100   |  |  |  |  |  |
|                               |                                |                              |        |       |  |  |  |  |  |
| Fonte: Ministero dell'interno |                                |                              |        |       |  |  |  |  |  |

### XIV legislatura

#### Risultati proporzionale
| Coalizioni        | Coalizioni              | Liste                                 | Liste                   | Voti   | %     |
| ----------------- | ----------------------- | ------------------------------------- | ----------------------- | ------ | ----- |
|                   | Südtiroler Volkspartei  | Südtiroler Volkspartei                | Südtiroler Volkspartei  | 63.304 | 79,38 |
|                   | L'Ulivo                 |                                       | Il Girasole (FdV - SDI) | 3.885  | 4,87  |
|                   | L'Ulivo                 | La Margherita (Dem - PPI - RI- UDEUR) | 3.002                   | 3,76   |       |
|                   | L'Ulivo                 | Democratici di Sinistra               | 896                     | 1,12   |       |
|                   | L'Ulivo                 | Comunisti Italiani                    | 118                     | 0,15   |       |
| Totale coalizione | Totale coalizione       | 7.901                                 | 9,90                    |        |       |
|                   | Casa delle Libertà      |                                       | Forza Italia            | 3.157  | 3,96  |
|                   | Casa delle Libertà      | Alleanza Nazionale                    | 2.890                   | 3,62   |       |
|                   | Casa delle Libertà      | Lega Nord                             | 415                     | 0,52   |       |
|                   | Casa delle Libertà      | CCD-CDU                               | 197                     | 0,25   |       |
| Totale coalizione | Totale coalizione       | 6.659                                 | 8,35                    |        |       |
|                   | Lista Di Pietro         | Lista Di Pietro                       | Lista Di Pietro         | 831    | 1,04  |
|                   | Lista Pannella - Bonino | Lista Pannella - Bonino               | Lista Pannella - Bonino | 508    | 0,64  |
|                   | Rifondazione Comunista  | Rifondazione Comunista                | Rifondazione Comunista  | 418    | 0,52  |
|                   | Democrazia Europea      | Democrazia Europea                    | Democrazia Europea      | 111    | 0,14  |
|                   | Abolizione scorporo     | Abolizione scorporo                   | Abolizione scorporo     | 18     | 0,02  |
| Totale            | Totale                  | Totale                                | Totale                  | 79.750 |       |

#### Risultati uninominale
|                               | Johann Georg Widmann ✔️ Eletto | Südtiroler Volkspartei | 64 868 | 81,58 |  |  |  |  |  |
|                               | Paolo De Martin                | L'Ulivo                | 7 783  | 9,79  |  |  |  |  |  |
|                               | Silvana Marrazzo               | Casa delle Libertà     | 6 863  | 8,63  |  |  |  |  |  |
| Totale                        | Totale                         | Totale                 | 79 514 | 100   |  |  |  |  |  |
|                               |                                |                        |        |       |  |  |  |  |  |
| Fonte: Ministero dell'interno |                                |                        |        |       |  |  |  |  |  |